# Ratanpur
Ratanpur es una ciudad y un nagar palika en el distrito de Bilaspur en el estado indio de Chhattisgarh. Se encuentra a unos 25 kilómetros (16 millas) de Bilaspur en la carretera nacional 200 hacia Ambikapur.

## Historia
Ratanpur, originalmente conocida como Ratnapura, era la capital de Kalachuris de Ratnapura, que era una rama de los Kalachuris de Tripuri. Según la inscripción de Ratanpur del año 1114 del rey local Jajjaladeva I, su antepasado Kalingaraja conquistó la región de Dakshina Kosala e hizo de Tummana (Tuman moderno) su capital. El nieto de Kalingaraja, Ratnaraja, estableció Ratnapura (Ratanpur moderno).
En 1407, el Reino de Ratanpur se dividió en dos partes, con su rama menor gobernanda desde Raipur. Continuó como la capital del Reino Haihaiyavansi hasta el siglo XVIII, cuando gobernó grandes áreas de Chhattisgarh, hasta que el área pasó al control de Bhosle y más tarde a los británicos.

## Demografía
A partir del censo de India de 2001,  Ratanpur tenía una población de 19.838. Los hombres constituían el 51% de la población y las mujeres el 49%. Ratanpur tiene una tasa de alfabetización promedio del 59%, más baja que el promedio nacional del 59.5%, mientras que la alfabetización masculina es del 70% y la alfabetización femenina es 47%. En Ratanpur, el 17% de la población tiene menos de 6 años.

## Cultura y religión
La ciudad es popular como centro religioso y muchos devotos hindúes vienen aquí para ofrecer sus oraciones y buscar las bendiciones en el Templo Mahamaya, la diosa Mahamaya también conocida como Kosaleswari, ya que presidía la deidad de Dakshin Kosal (Chhattisgarh moderna).
Muchos otros templos como Bhudha Mahadev y Ramtekri también se encuentran allí.

## Transporte
A unos 25 kilómetros (16 millas) de Bilaspur, la tercera ciudad más grande del estado de Chhattisgarh después de Raipur, el viaje a Raipur desde la ciudad se puede hacer en avión, tren o autobús.